# Староконстантиновский районный историко-краеведческий музей
Староконстантиновский районный историко-краеведческий музей (укр. Старокостянтинівський районний історико-краєзнавчий музей) — районный историко-краеведческий музей в городе Староконстантинове Хмельницкой области, значительное собрание материалов по истории и культуре края, научное и культурно-образовательное учреждение города и района.

## Общие сведения и здание музея
Староконстантиновский районный историко-краеведческий музей расположен в историческом центре в 2-этажном историческом здании по адресу:
ул. Грушевского, д. 15, г. Староконстантинов—31100 (Хмельницкая область, Украина).
В настоящее время (весна 2010 года) учреждение не имеет руководителя.
Здание, в котором четверть века функционирует музей, является памятником истории и культуры края. Расположенный на улице Грушевского (до 1917 года Меджибожская), он представляет собой одно из немногих сохранившихся до наших дней исторических зданий города. Это здание XIX века, в котором во времена Российской империи находилось полицейское управление Староконстантиновского уезда. Несмотря на современное запущенное состояние, строение отвечает стилю первоначальной постройки — классицизму.

## Из истории музея
Краеведческий музей в Староконстантинове открылся в 1932 году, когда 15 января 1929 года с согласия СНК УССР бывший замок Острожского был преобразован в Государственный историко-культурный заповедник республиканского значения. Именно в замке князей Острожских в городе Староконстантинове в начале 1930-х годов разместился музей истории. Он полностью занимав второй этаж центрального сооружения замка.
Тогдашний Староконстантиновский исторический музей располагал несколькими интересными коллекциями:
- вещи Острожских — рукописи Острожского, мебель — стол, стул, гобелены;
- зал природы — до 140 чучел птиц, животных, насекомых;
- зал казацкой славы — оружие, казацкие вещи.

Все эти и иные ценные предметы в 1954 году были переданы в другие музеи Украины, когда под лозунгом «централизации музеев» Староконстантиновский музей был расформирован, его фонды вывезены в музеи Могилёва-Подольского, Черновцов, Хмельницкого. С тех пор в районе музея не было, здание замка без надлежащего присмотра начало быстро разрушаться.
В 1980 году по инициативе общественности был поднят вопрос о создании музея в районе. При содействии Староконстантиновского райсовета были выделены соответствующие материалы и денежные средства. Таким образом, 15 декабря 1985 года в Староконстантинове было оборудовано и открыто новое музейное учреждение. Вначале музей работал на общественных началах, со временем он получил статус государственного.
Ныне (в 2000-е годы) работу музея обеспечивают Давидюк Н. М., Сусугурова С. И., Дубова Л. О., Остапчук О. В.
За годы существования музей посетили не только жители города, района и области, но и гости из других областей Украины и из-за рубежа (США, Россия, Израиль, Польша, Китай). Ежегодно (в 2000-е) музей посещает свыше полутора тысяч человек.

## Экспозиция и фонды, структура
Фонды Староконстантиновского районного историко-краеведческого музея насчитывают более 13 000 единиц хранения.
Музейная экспозиция размещена в 5 залах.
Основные тематические экспозиции Староконстантиновского районного историко-краеведческого музея:
- «Эпоха первобытного строя»;
- «Троеполье»;
- «Киевская Русь, Болоховское княжество»;
- «XVI век — основание города, родословная Острожских»;
- «Народоведение, промишленность, торговля, религия в крае XVIII-XIX вв.»;
- «Первая мировая война, события Октябрьского переворота, Гражданская война»;
- «1920—30-е гг. — коллективизация, голодомор, репрессии в крае»;
- «Великая Отечественная война»;
- «Восстановительный период»;
- «Настоящее: известные люди, промышленность, образование, культура в крае».